# Samcheok-Stadion
Das Samcheok-Stadion ist ein Fußballstadion in der südkoreanischen Stadt Samcheok, Gangwon-do. Das Stadion wurde 1985 eröffnet. 
Es wurde von 1987 bis 1989 von Hyundai Horang-i als Heimspielstätte genutzt. Zwischen 2007 und 2010 nutzte Samcheok Shinwoo Electronics ebenfalls das Stadion.